# Michail Petrowitsch Grigorjew
Michail Petrowitsch Grigorjew (russisch Михаил Петрович Григорьев; * 1. Februar 1991 in Tjumen, Russische SFSR) ist ein russischer Eishockeyspieler, der seit Juni 2019 beim HK Dynamo Moskau in der Kontinentalen Hockey-Liga unter Vertrag steht.

## Karriere
Michail Grigorjew begann seine Karriere als Eishockeyspieler in seiner Heimatstadt in der Nachwuchsabteilung von Gasowik Tjumen. Während der Saison 2007/08 gab der Verteidiger sein Debüt im professionellen Eishockey für Chimik Moskowskaja Oblast, für das er in drei Spielen in der Superliga auflief. Die gesamte restliche Spielzeit verbrachte er bei Neftjanik Leninogorsk in der Wysschaja Liga, der zweiten russischen Spielklasse, wobei er in 38 Spielen sieben Tore vorbereitete. Die Saison 2008/09 verbrachte er beim Zweitligisten Juschny Ural Orsk. 
Zur Saison 2009/10 wechselte Grigorjew zu Salawat Julajew Ufa aus der Kontinentalen Hockey-Liga. Zuvor hatte ihn die Mannschaft im KHL Junior Draft 2009 in der zweiten Runde als insgesamt 45. Spieler ausgewählt. In seiner Premierenspielzeit in der KHL kam er zu 13 Einsätzen für Ufa, während er die gesamte restliche Spielzeit bei dessen Juniorenteam in der multinationalen Nachwuchsliga Molodjoschnaja Chokkeinaja Liga verbrachte. Dort erzielte er für Tolpar Ufa in 56 Spielen 30 Scorerpunkte, davon elf Tore. In der Saison 2010/11 gewann der Russe mit Salawat Julajew Ufa den Gagarin Cup, den Meistertitel der KHL. Zudem stand er weiterhin für Tolpar Ufa in der MHL auf dem Eis und absolvierte 15 Spiele für Toros Neftekamsk in der neuen zweiten russischen Spielklasse, der Wysschaja Hockey-Liga.
In der folgenden Spielzeit war er weiter für alle drei Mannschaften aktiv, ehe er im Juli 2012 von Barys Astana verpflichtet wurde. Für Barys absolvierte er in der Saison 2012/13 56 KHL-Partien, ehe er im Juni 2013 von Torpedo Nischni Nowgorod verpflichtet wurde. Bei Torpedo konnte er sein Offensivspiel verbessern und erhielt erstmals eine Einladung zur Nationalmannschaft.
Die Saison 2015/16 spielte Grigorjew bei Lokomotive Jaroslawl. Anschließend folgten mit Admiral Wladiwostok, dem HK Awangard Omsk, erneut Torpedo Nischni Nowgorod und in der Saison 2018/19 der HK Spartak Moskau weitere Stationen. Seit Juni 2019 steht Grigorjew beim HK Dynamo Moskau unter Vertrag.

## Erfolge und Auszeichnungen
- 2011 Gagarin-Pokal-Gewinn mit Salawat Julajew Ufa

## KHL-Statistik
(Stand: Ende der Saison 2018/19)